# Svarttjärnen (Ekshärads socken, Värmland, 668277-136514)
Svarttjärnen är en sjö i Hagfors kommun i Värmland och ingår i Göta älvs huvudavrinningsområde.